# Buccellati
Pour l’article homonyme, voir Buccellati.
Buccellati Holding Italia est une société par actions opérant dans les domaines de la joaillerie, l'horlogerie et les accessoires de luxe, formée par la fusion des sociétés existantes Mario Buccellati et Gianmaria Buccellati, du nom de deux maîtres orfèvres, père et fils.
Buccellati se fait racheter par la compagnie financière Richemont International SA en septembre 2019 et cette année-là la Maison célèbre aussi son 100e anniversaire depuis sa création en 1919, avec l'ouverture de sa première boutique à Milan, en Largo Santa Margherita, près du célèbre théâtre La Scala.

## Histoire
Mario Buccellati crée l'entreprise en 1919 et, après l'affirmation de ses magasins à Milan, Rome et Florence, commence le développement d'affaires à l'étranger par l'ouverture d'un nouveau magasin sur la Cinquième Avenue de New York en 1956 et un autre toujours sur la Worth Avenue de Palm Beach (Floride) en 1958; depuis 1965, c'est-à-dire après la mort de Mario, la gestion a été menée par quatre des cinq enfants. En 1971 est lancée la nouvelle marque Gianmaria Buccellati par l'un des enfants qui a été séparé des autres dans le commerce et en 2011 il donne son accord avec les héritiers de la marque Mario Buccellati pour refonder la société Buccellati Holding Italia. Depuis 2013, Gianmaria Buccellati (1930-2015) était le président honoraire de la Maison Buccellati après l'avoir dirigée pendant 25 ans. Son fils Andrea préside aujourd'hui la maison familiale dont il est aussi directeur artistique.

## Expansion
Gianmaria a ouvert des boutiques sur la place Vendôme à Paris, à Londres, Moscou, Tokyo, Osaka, Nagoya, Hong Kong, sur la via Monte Napoleone à Milan, Costa Smeralda, Capri, île d'Elbe, sur Rodeo Drive à Beverly Hills, Aspen et Sydney.  Gianmaria a reçu plusieurs prix pour son travail d'orfèvre et pour sa qualité d'entrepreneur,. En 2011, après l'association professionnelle des marques de la famille, la société entreprend une toute nouvelle exploration de marchés. En 2013,  le fonds de placement Clessidra reprend la majorité du capital de la société par actions,,.
La société produit également des téléphones mobiles et divers autres outils technologiques récents.